# Розовата пантера (сериал)
„Розовата пантера“ (на английски: The Pink Panther) е американски анимационен сериал с участието на едноименния герой, създаден от Фриц Фреленг и Дейвид ДеПати. Той е продуциран от „Мириш-Джефри ДеПати-Фреленг“, „Юнайтед Артистс“ и „Метро-Голдуин-Майер Анимейшън“ и е разпространен от „Кластър Телевижън“ и „Кинг Уърлд Продъкшънс“ вместо „Ем Джи Ем Телевижън“. Сериалът дебютира на 13 септември 1993 г. и свършва на 12 април 1995 г.

## В България
В България сериалът започва излъчване по Super7 около 2010 г. с български дублаж. Ролите се озвучават от Живка Донева, Стефан Димитриев, Любомир Младенов и Димитър Кръстев.
На 22 юли същата година се издава на DVD от „А Плюс Филмс“ в четири диска. Дублажът е на „Андарта Студио“ и в него участват Живко Джуранов и Кристиян Фоков.